# Cheïkh Benzerga
Redouane Cheïkh Benzerga est un footballeur international algérien né le 8 novembre 1972 à Oran. Il évoluait au poste de milieu défensif.

## Biographie
Il compte 13 sélections en équipe d'Algérie entre 1995 et 1998, pour un but inscrit. Il participe avec cette équipe à la CAN 1998 organisée au Burkina Faso. Lors de cette compétition, il joue trois matchs, avec pour résultats trois défaites.
Il joue en Division 1 avec les clubs du WA Tlemcen, du MC Oran, du MC Alger, et enfin de l'ASM Oran. Il inscrit notamment neuf buts dans le championnat d'Algérie lors de la saison 1994-1995. Son meilleur résultat obtenu dans le championnat d'Algérie est une quatrième place.

## Palmarès
- Finaliste de la coupe d'Algérie en 1998 et 2002 avec le MC Oran.
- Vainqueur de la coupe arabe des vainqueurs de coupe en 1998 avec le MC Oran.
- Vainqueur de la supercoupe arabe en 1999 avec le MC Oran.
- Accession en Ligue 1 en 1995 et 2006 avec l'ASM Oran.

## Statistiques

### Avec l'équipe d'Algérie
Le tableau suivant indique les rencontres de l'équipe d'Algérie dans lesquelles Cheïkh Benzerga a été sélectionné depuis le 4 janvier 1997 jusqu'au 15 février 1998.